# Сергій Батурин
Сергі́й Бату́рин (нар. 4 квітня 1960, Київ, за паспортом — Онищенко Сергій Володимирович) — український письменник, автор романів і повістей, поезій та публіцистичної хроніки «Українські невільники Третього Рейху», лауреат низки літературних премій.
Його дебютний історичний роман «Охоронець» отримав третю премію «Коронації слова» (2001). Крім того, Сергій Батурин — переможець конкурсу літературного часопису «Дніпро» (2009), літературного фестивалю «Просто так» у номінації «Проза» (2010) і Всеукраїнського конкурсу «Найкраща книга України» у номінації «Проза» (2014), лауреат літературної премії імені В. Короленка (2014). Роман «Вакансія для диктатора» (2015) було названо Книгою дня Інтернет-видання «Літакцент», Книгою тижня національного тижневика «День», вона увійшла до Топ-10 книг львівського Форуму від газети «Дзеркало тижня», Топ-10 книжкових новинок від українських письменників видання depo.ua і Топ-10 головних книг зими від українських авторів проєкту Styler (РБК Україна).
У 2016 році роман Сергія Батурина «Шизґара» посів III місце в номінації «Романи» Міжнародного літературного конкурсу «Коронація слова».
У 2018 році Сергій Батурин став переможцем Всеукраїнського літературного конкурсу прозових україномовних видань «DNIPRO-BOOK-FEST» у номінації «прозові твори (романи/повісті)» (роман «Вакансія для диктатора»).
У 2021 — Міжнародна літературна премія імені Олеся Ульяненка за 2020 - 2021 рр. - диплом в номінації "Проза" за роман «Clavus Domini».
У 2022 році  — спеціальна відзнака «Вибір видавця» Міжнародного літературного конкурсу «Коронація слова»-2022 у номінації «Романи».
У 2023 р. —   «Своя полиця» — 2023:  роман «Спис римського сотника» (видавництво «Фабула») отримав номінацію «Вибір книгарні» в категорії «Реалісти».
У 2024 р.  —  лауреат Міжнародного конкурсу ім. Григора Тютюнника в номінації "Мала проза" за повість "Твоє злочинне кохання".
За свою літературну творчість він також отримав відзнаку міжнародного академічного рейтингу «Золота Фортуна» (2009) та почесну відзнаку Національної Спілки письменників України (2010).
Учасник фестивалів «Віршень», «Трипільське коло», Фестивалю патріотичної пісні імені К. Єрофєєва та ін.
Закінчив філологічний факультет Київського державного педагогічного інституту ім. О. М. Горького 1981 р. Працював учителем у Києві, служив у лавах Збройних Сил. З 2007  по 2012 р. — відповідальний секретар Київської організації Національної спілки письменників України. Найбільше хобі Сергія Батурина — історія. Можливо, тому у своїх романах він подекуди передбачає реальні події.
Член Національної Спілки письменників України. Член Асоціації українських письменників. Упродовж 2011—2017 років — член Координаційної ради АУП.
Мешкає в Києві. Одружений, має двох синів.

## Твори
- Поезії в періодичних виданнях (1984—1987 рр.).
- Роман «Охоронець». — Львів: Кальварія, 2002.
- Повість «Команда». — Львів: Кальварія, 2002.
- Роман «Легенда» // журнал «Сучасність», 2004. — № 3.
- Роман «OST», (журнал «Сучасність». — 2005. — № 3; Львів: Кальварія, 2005; Харків: З. Баблоян, e-book, 2011).
- Публіцистична хроніка «Українські невільники Третього Рейху», у співавторстві з Аллою Кравченко — Львів: Кальварія, 2005.
- «Цей біль у серці не вщухає» (збірка, укладання у співавторстві з Л. Сочкою). — Львів: Кальварія, 2005.
- Роман «Меч королів». — Львів: Кальварія, 2006.
- Збірка «Полинова доля» (укладання). — 2007.
- Роман «Бурштинові очі» // журнал «Сучасність». — 2007. — № 4—5.
- Роман «Поважна причина» // журнал «Сучасність». — 2007. — № 8.
- Роман «Монолог самотнього мужчини» // журнал «Дніпро». — 2009. — № 1.
- Роман «Польовий командир» // журнал «Київ». — 2011. — № 7—10; Харків: Треант, e-book, 2011.
- Роман «Коло втаємничених». — Kindle Edition, Amazon, 2011.
- Трилогія-фентезі «Легенда». — Харків: Треант, e-book, 2011.
- Трилогія «Кава по-польськи». — Київ: «Дуліби», 2014.
- Роман «Потомственный чекист». — Київ: Ксенія Сладкевич, 2014.
- Роман «Вакансія для диктатора». — Львів: Кальварія, 2015.
- Роман «Шизґара». — Київ: Нора-Друк, 2016.
- Фентезі-трилогія «Ми прийшли з неба. Леґенда», e-book (Київ: Fiol, 2018).
- Роман «Полювання на маніяка», Київ; e-book (Київ: Fiol, 2018).
- Роман «Манливі обійми місяця». — Київ. «Фенікс», 2018.
- Роман «Clavus Domini» — Харків: Фабула, 2019.
- Роман "Спис римського сотника" — Харків: Фабула,2023..

Сергій Батурин здійснив перший в Україні переклад українською мовою повного тексту роману Анатолія Кузнєцова «Бабин Яр» (Київ: САММІТ-книга, 2008).